# Volvo Duett

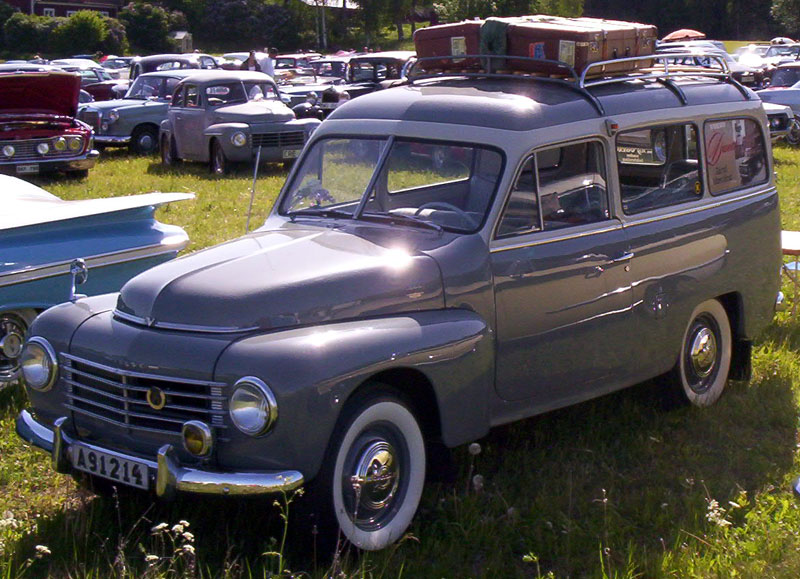
Volvo PV445 Duett Station Wagon

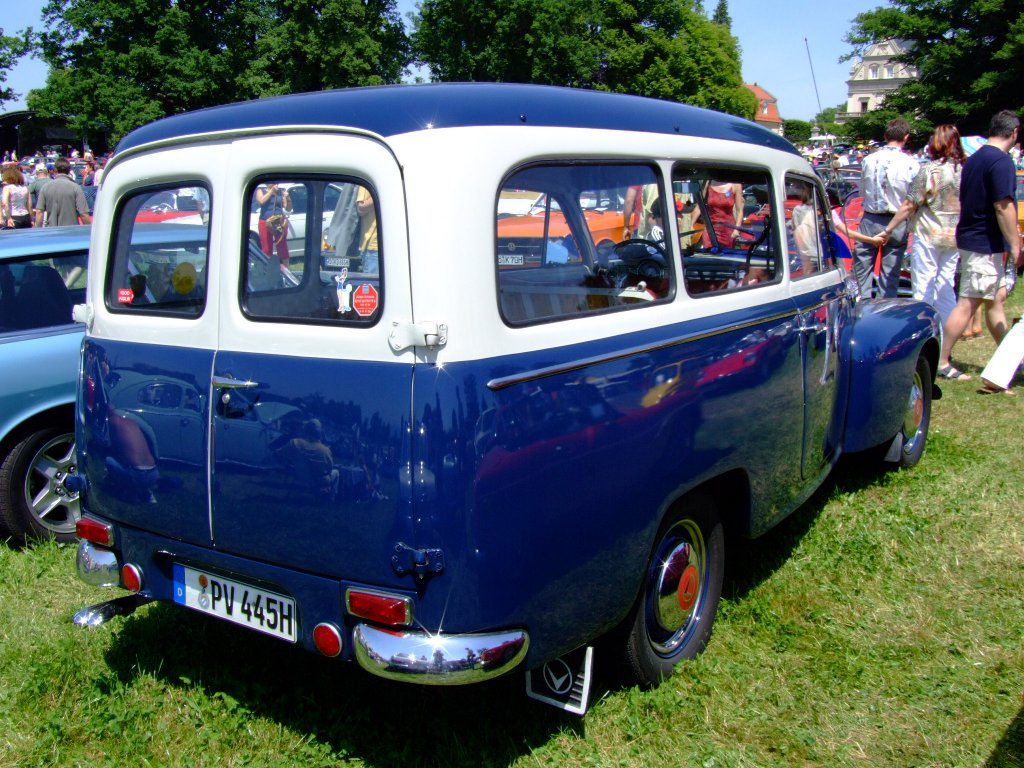
Volvo PV445

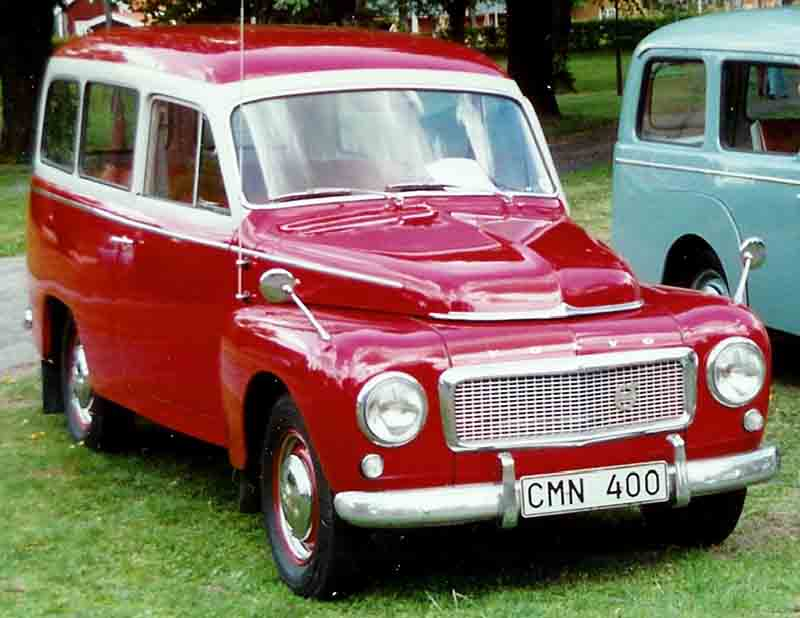
Volvo PV210

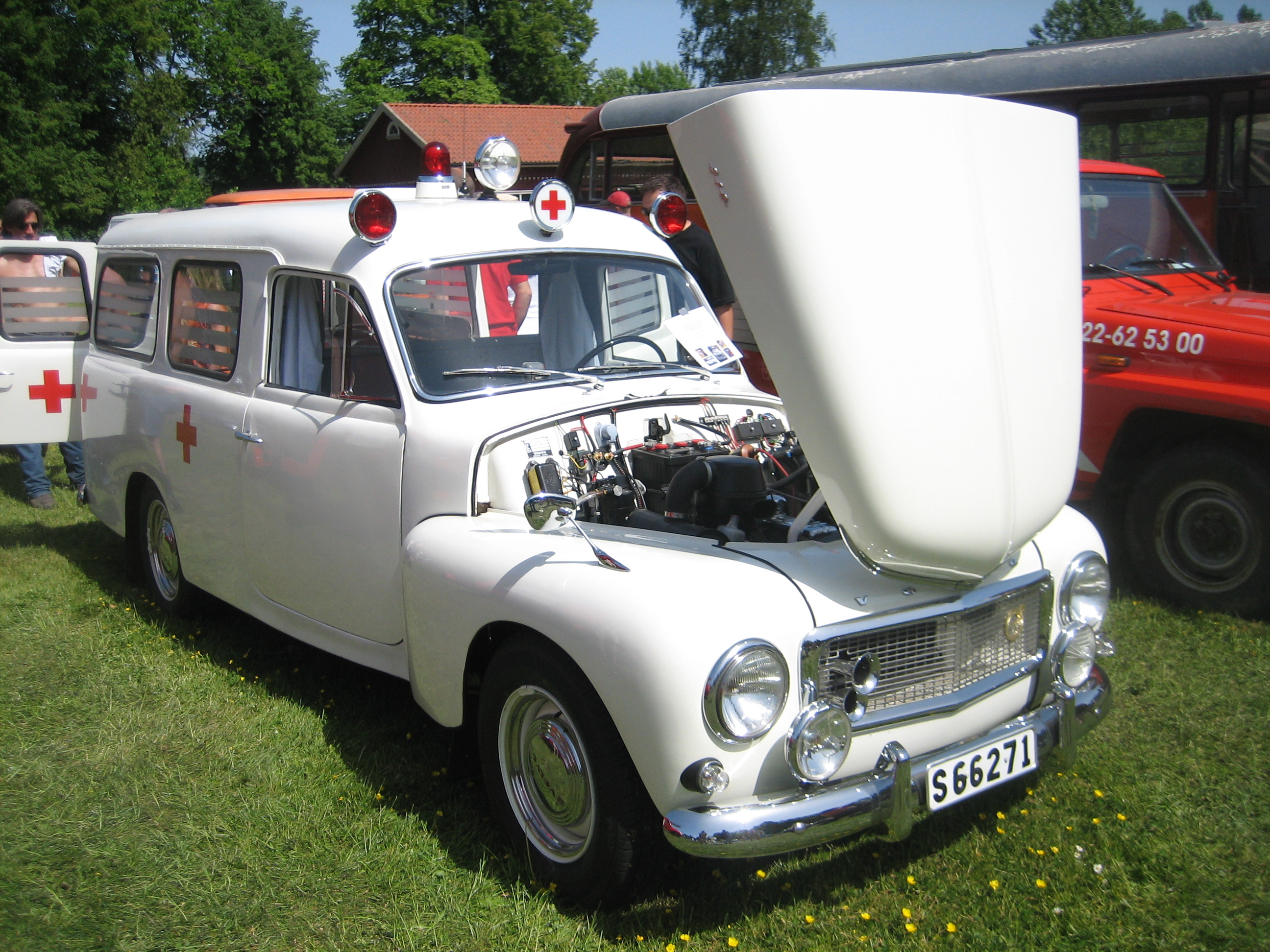
Volvo PV210 Ambulance

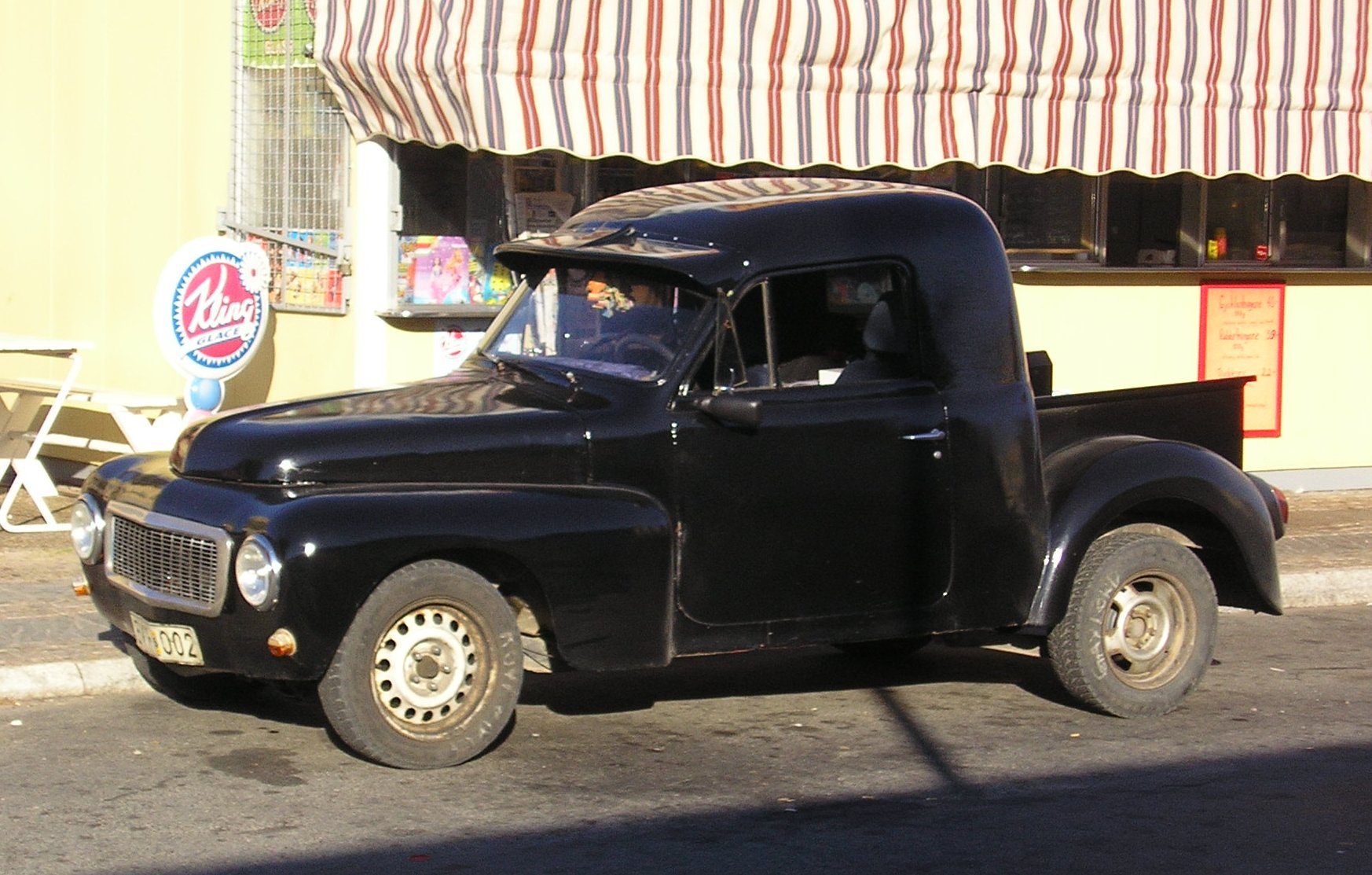
Volvo P210-EPA

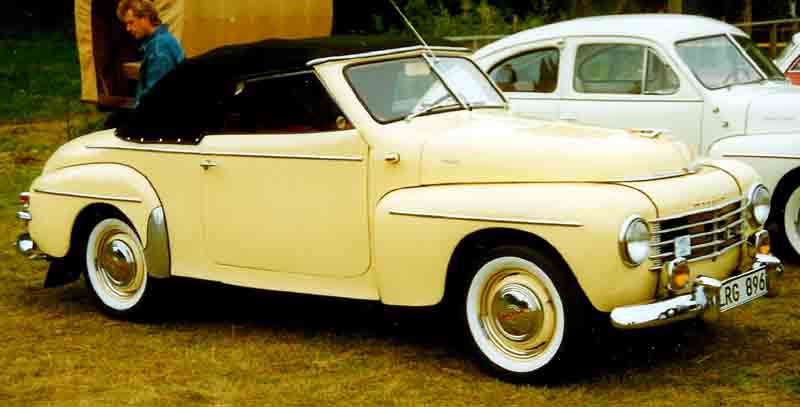
Volvo PV445 Cabriolet Ringborg 1953

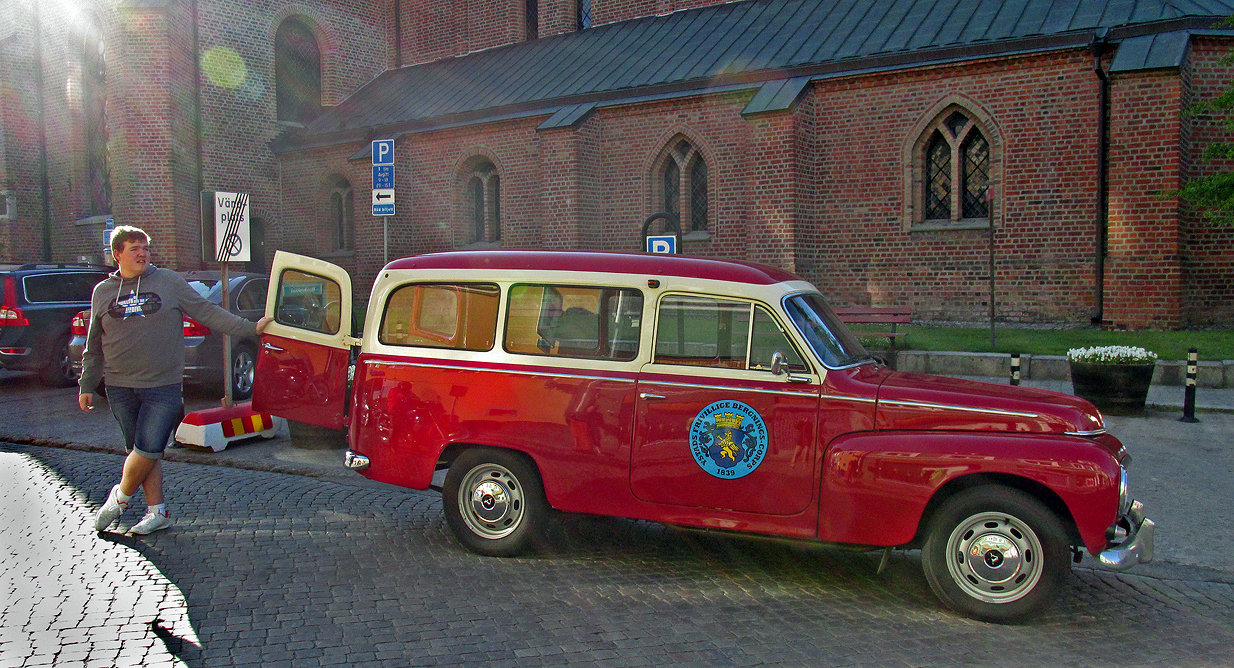
Volvo Duett 1962. Ystad.

De Volvo Duett is een Zweedse stationwagen die door Volvo van 1953 tot 1969 gebouwd werd.

## Geschiedenis
Vanuit de markt was er vraag naar een ruimere auto dan de Volvo PV444 en het antwoord kwam in 1953 met de komst van de PV445, de Duett genoemd. De naam Duett kwam voort uit Volvo's gedachte om een auto te maken voor (kleine) ondernemers, die zowel als beroeps- en als vrijetijdsauto te gebruiken was. (Het idee erachter was twee auto's in één, een Duet!) Feitelijk komt daar ook, in de auto-industrie althans, het woord Combi (combinatie auto) vandaan. Het was in principe een tweezitsauto met alleen voorstoelen en een grote laadruimte. Dankzij een eenvoudig te monteren achterbank ontstond er een tweede zitrij waarop, met een beetje goede wil, drie personen konden plaatsnemen.
De Duett kan men zien als Volvo's eerste stationwagen, en is het meest populair geworden onder de kleine ondernemers. Ook de Zweedse posterijen en telefoonmaatschappijen gebruikten de auto massaal. De veelzijdige auto werd ontwikkeld door Ir. Erik Skogh van Volvo's eigen ontwerpafdeling met gebruikmaking van de vormgeving en techniek van de Volvo PV444. Dat maakte de auto betrouwbaar, goedkoop en eenvoudig te onderhouden wat voor een bedrijfswagen een pré is. Een belangrijk verschil tussen de twee modellen was dat voor de Duett een apart chassis ontwikkeld werd, terwijl de PV444 een zelfdragende carrosserie had. Het separate chassis van de Duett heeft als voordeel dat de auto erg sterk geconstrueerd is en een hoger laadvermogen heeft. Vanwege het aparte chassis is het ook mogelijk om een deel van de carrosserie te verwijderen zonder de sterkte van de auto aan te tasten zodat er veel omgebouwd werden tot Pick-Up (auto met open laadbak). Het separate chassis werd ook gebruikt om de zelfdragende carrosserie van een PV444 of 544 te versterken waardoor het mogelijk werd deze om te bouwen tot een cabriolet, omdat anders bij het verwijderen van het dak de sterkte van de monocoque wordt aangetast.

## Uitvoeringen
De auto kwam voor in vele uitvoeringen onder meer als:
- Gesloten bestelauto
- Bestelauto met ramen
- Ambulance

## Modellen
De ontwikkeling van de Duett liep vrijwel parallel met de Volvo PV444 en 544.
Toen in augustus 1958 de Volvo PV544 aantrad als opvolger van de PV444, duurde het echter nog geruime tijd alvorens ook de Duett "opgefrist" werd. Pas na de fabrieksvakantie in zomer 1960 werd de auto aangepast met als meest in het oog lopend verschil een voorruit uit één geheel in plaats van een gedeelde ruit. Verder verschilde de nieuwe Duett zoveel van de oude dat hij een nieuwe typenaam kreeg: de P210, waarmee men vooruitliep op de nieuwe manier van typeaanduiding die men in de 60'er en 70'er jaren bij Volvo ging toepassen zoals voor de Amazon: P121, P220 en P130.

### P445
| Model # | Type (Zweeds)       | Omschrijving                                  | Introductiejaar |
| ------- | ------------------- | --------------------------------------------- | --------------- |
| PV445DH | Duett Herrgårdsvagn | Met zijramen en uitneembare achterbank        | 1953            |
| PV445DS | Duett Skåpvagn      | Zonder zijramen en geen achterbank            | 1953            |
| PV445PH | Personherrgårdsvagn | Met zijramen en achterbank in luxe uitvoering | 1955            |

### P210
Met de introductie van de P210 werd bij de jaarlijkse aanpassingen aan de modelnummers een volgletter toegevoegd. Deze letter is terug te vinden als laatste letter in het chassisnummer en dient intern in de Volvo organisatie ter onderscheiding van de modellen. Bij aankoop van de auto kan men via deze letter in het chassisnummer het bouwjaar en de uitvoering controleren.

#### Aanpassingen[1]
Per modelnummer/per productiejaar:
| P210A                                       | Periode:                     |
| ------------------------------------------- | ---------------------------- |
| A-model wordt geïntroduceerd met standaard: |                              |
| B16A motor                                  | augustus 1960 tot maart 1962 |
| Voorruit uit één geheel                     | augustus 1960 tot maart 1962 |
| Dashboard uit PV544                         | augustus 1960 tot maart 1962 |

| P210B                             | Periode:                     |
| --------------------------------- | ---------------------------- |
| Aanpassingen t.o.v. het A-model : |                              |
| B18A motor                        | maart 1962 tot augustus 1962 |
| 12V elektrisch systeem            | maart 1962 tot augustus 1962 |

| P210C t/m P210P                            | Periode:                        |
| ------------------------------------------ | ------------------------------- |
| Alleen in detail verschillend van de P210B |                                 |
| P210C                                      | augustus 1962 tot augustus 1963 |
| P210D                                      | augustus 1963 tot augustus 1964 |
| P210E                                      | augustus 1964 tot augustus 1965 |
| P210F                                      | augustus 1965 tot augustus 1966 |
| P210M                                      | augustus 1966 tot augustus 1967 |
| P210P                                      | augustus 1967 tot februari 1969 |

## Einde productie en opvolging
In februari 1969 rolde de laatste Duett van de band en werd geplaatst in het Volvo Museum te Göteborg. Als opvolger van de Duett was in eerste instantie de P220 Amazon combi, (in het Zweeds: Kombi) bedoeld, maar die was veel duurder en minder ruim.
Later kwam dan wel de grotere Volvo 145 Express (met verhoogd dak), maar die wist nimmer de populariteit van de Duett te evenaren.
Huidige modellen:
EC40 · 
EX30 · 
S60-V60 · 
S90-V90 · 
XC40 · 
XC60 · 
XC90 · 
EX90
Modellen geïntroduceerd na 1965:
100-serie · 
164 · 
200-serie · 
262C · 
66 ·
300-serie · 
400-serie ·
480 ·
700-serie · 
850 · 
900-serie · 
C30 · 
C70 · 
S40 · 
S70 · 
S80 · 
V40 ·
V40 Classic ·
V50 · 
V70-XC70
Modellen geïntroduceerd voor 1965:
ÖV4 · 
PV4 · 
PV650-serie ·
TR670-serie ·
PV36 ·
PV800-serie ·
PV50-serie · 
PV444 ·
PV60 ·
Duett ·
P1900 ·
Amazon · 
PV544 ·
P1800
Conceptauto's:
Philip ·
VESC ·
ECC ·
YCC ·
ReCharge ·
Concept You